# Cheryl Maas
Cheryl Maas (ur. 28 września 1984 w Uden) – holenderska snowboardzistka specjalizująca się w konkurencjach half-pipe i slopestyle i big air.

## Kariera
Po raz pierwszy na arenie międzynarodowej pojawiła się 7 stycznia 2005 roku w Mt. Bachelor, gdzie w zawodach Nor-Am Cup zajęła dziesiąte miejsce w halfpipe’ie. W zawodach Pucharu Świata zadebiutowała 14 września 2005 roku w Valle Nevado, zajmując 31. miejsce. Pierwsze pucharowe punkty zdobyła dzień później, zajmując 24. miejsce. Na podium zawodów tego cyklu po raz pierwszy stanęła 19 sierpnia 2013 roku w Cardronie, kończąc rywalizację na trzeciej pozycji. W zawodach tych wyprzedziły ją jedynie Jamie Anderson z USA i Jenny Jones z Wielkiej Brytanii. Najlepsze wyniki w Pucharze Świata osiągnęła w sezonie 2014/2015, kiedy to zwyciężyła w klasyfikacji generalnej AFU, natomiast w klasyfikacjach slopestyle'u i big air wywalczyła Małą Kryształową Kulę. Ponadto w sezonie 2013/2014 była trzecia w klasyfikacji AFU i druga w slopestyle'u.
W 2006 roku wystartowała na igrzyskach olimpijskich w Turynie, gdzie zajęła 11. miejsce. Na rozgrywanych osiem lata później igrzyskach w Soczi była dwudziesta. Zajęła też między innymi siódme miejsce w big air na mistrzostwach świata w Sierra Nevada w 2017 roku.

## Życie prywatne
Cheryl jest w związku małżeńskim z Norweską wicemistrzynią olimpijską w halfpipe’ie z Nagano, Stine Brun Kjeldaas.

## Osiągnięcia

### Igrzyska olimpijskie
| Miejsce | Dzień     | Rok  | Miejscowość | Konkurencja | Zwyciężczyni   |
| ------- | --------- | ---- | ----------- | ----------- | -------------- |
| 11      | 13 lutego | 2006 | Turyn       | Halfpipe    | Hannah Teter   |
| 20.     | 9 lutego  | 2014 | Soczi       | Slopestyle  | Jamie Anderson |
| 23.     | 12 lutego | 2018 | Pjongczang  | Slopestyle  | Jamie Anderson |
| 20.     | 22 lutego | 2018 | Pjongczang  | Big air     | Anna Gasser    |

### Mistrzostwa świata
| Miejsce | Dzień    | Rok  | Miejscowość   | Konkurencja | Zwyciężczyni         |
| ------- | -------- | ---- | ------------- | ----------- | -------------------- |
| 7.      | 17 marca | 2017 | Sierra Nevada | Big air     | Anna Gasser          |
| 4.      | 9 lutego | 2019 | Park City     | Slopestyle  | Zoi Sadowski-Synnott |

### Puchar Świata

#### Miejsca w klasyfikacji generalnej
- sezon 2005/2006: 96.
  - AFU[b]
- sezon 2013/2014: 3.
- sezon 2014/2015: 1.
- sezon 2015/2016: 42.
- sezon 2016/2017: 15.
- sezon 2017/2018: 14.

#### Zwycięstwa w zawodach
1. Stoneham – 20 lutego 2015 (Big Air)
2. Stoneham – 21 lutego 2015 (Slopestyle)
3. Park City – 27 lutego 2015 (Slopestyle)
4. Szpindlerowy Młyn – 14 marca 2015 (Slopestyle)

#### Pozostałe miejsca na podium w zawodach
1. Cardrona – 19 sierpnia 2013 (Slopestyle) - 3. miejsce
2. Stoneham – 19 stycznia 2014 (Slopestyle) - 2. miejsce
3. Stambuł – 20 grudnia 2014 (Big Air) - 3. miejsce